# مسدان (شهرستان سوزک)
مسدان (به لاتین: Masadan) یک روستا در قرقیزستان است که در شهرستان سوزک واقع شده‌است. مسدان ۱٬۶۴۰ نفر جمعیت دارد.